# Premi Nacional d'Investigació Santiago Ramón y Cajal
El Premi Nacional d'Investigació Santiago Ramón y Cajal és un premi de biologia convocat pel Ministeri d'Educació i Ciència d'Espanya.
El premi es va instaurar en 2001 i pertany juntament amb altres nou premis als Premis Nacionals d'Investigació.
L'objectiu de tots aquests premis és el reconeixement dels mèrits de les científics o investigadors espanyols que realitzen «una gran labor destacada en camps científics de rellevància internacional, i que contribueixin a l'avanç de la ciència, al millor coneixement de l'home i la seva convivència, a la transferència de tecnologia i al progrés de la Humanitat».

## Premiats
| Any  | Investigador                                     | Treball                                                                                               |
| ---- | ------------------------------------------------ | --- |
| 1946 | Francisco Poggio Mesorana                        | Caracterització i valoració de les porfirines en líquids biològics                                    |
| 1952 | José Manuel Rodríguez Delgado                    | |
| 1954 | Miguel Rubio Huertos                             | |
| 1965 | Carme Estellés Pérez                             | |
| 1967 | Ricardo Martínez Rodríguez                       | Histoquímica del metabolisme dels neurotransmissors.                                                  |
| 1973 | Manuel Álvarez-Uría Rico-Villademoros            | |
| 1982 | Severo Ochoa i Xavier Zubiri                     | |
| 1983 | Ramon Margalef i López                           | |
| 1985 | Alberto Galindo Tixaire i Pere Pascual i de Sans | |
| 1987 | Alberto Sols García                              | |
| 1989 | José Elguero Bertolini                           | |
| 1995 | Antonio García Bellido                           | Anàlisi de Mecanismes Morfogenètics en Drosophila                                                     |
| 1997 | Félix Vidal Costa                                | |
| 1999 | Margarita Salas Falgueras                        | Replicació i transcripció del bacteriòfag ø29                                                         |
| 2002 | Ginés Morata Pérez                               | Caracterització funcional de gens reguladors en el desenvolupament embrionari                         |
| 2004 | Jesús Ávila de Grado                             | Morfologia i funcionalitat de les neurones, processos neurovegetatius com la malaltia d'Alzheimer.    |
| 2006 | Joan Modolell i Mainou                           | Anàlisi molecular dels gens que controlen el desenvolupament del sistema nerviós                      |
| 2008 | Carlos López Otín                                | Descobriment i caracterització de proteases implicades en diversos processos fisiològics i patològics |
| 2010 | María Blasco Marhuenda                           | Aportacions pioneres a la biologia dels telòmers i la telomerasa                                      |
| 2014 | Joan Massagué i Solé                             | Per les seves contribucions excepcionals al camp de l'oncologia                                       |